# La otra mitad del cielo
La otra mitad del cielo (L'altra metà del cielo) es una película italiana de 1976 dirigida por Franco Rossi y protagonizada por Adriano Celentano y Monica Vitti.
El padre Vincenzo (Adriano Celentano) viaja a Australia y desde el aeropuerto se encuentra a Susana (Monica Vitti) una mujer con la que durante el largo vuelo entabla una relación cordial, pero que sospecha que es infiel a su marido. En su tarea, el padre intenta que se dé cuenta de su error. 
Posteriormente se encuentran de nuevo en el tren hacia la pequeña ciudad donde es destinado en su obra de reconstruir una iglesia para los fieles. Ahí nuevamente la ve con otro hombre y trata de convencerla de que va por mal camino. Finalmente, no llegan a ningún acuerdo, y el padre comienza a sospechar que siente algo más por ella, así que decide bajar del tren y continuar a pie, donde en mitad del desierto se encuentra con un periodista italiano que le lleva a su destino. 
Al llegar cual es su sorpresa cuando se encuentra con que Susana vive allí y es una mujer de la vida. Trata de convencerla para que abandone esa vida. Pero ella se resiste, cree que todos los hombres son iguales. 
A partir de ahí vivirán una serie de situaciones divertidas, tiernas y emocionantes que llegan al corazón de los espectadores.
- Datos: Q3818353